# Der Templer und die Jüdin
Der Templer und die Jüdin (1829) ist eine „Große romantische Oper“ in drei Akten von Heinrich Marschner nach einem Libretto von Wilhelm August Wohlbrück, das wiederum auf Walter Scotts Ivanhoe zurückgeht.

## Inhalt
Die Oper spielt in England am Ende des 12. Jahrhunderts. Die Hauptfiguren sind der schwarze Ritter, Richard Löwenherz, Sachsen, Normannen, Templer und Robin Hood und seine Bande von Gesetzlosen.

### Erster Akt
Eine wild-romantische Schlucht im Wald
Die beiden normannischen Ritter Bois-Guilbert und Maurice de Bracy treten auf. Beide geben kund, dass sie darum kämpfen, ihre Geliebten zu erobern. Bois-Guilbert liebt die schöne Jüdin Rebecca, die sich gemeinsam mit ihrem Vater Isaac und dem von ihr hingebungsvoll gepflegten verwundeten Ivanhoe dem Schutz Cedric von Rotherwood anvertraut hat. Bracy, der erleichtert ist, dass Bois-Guilbert kein Interesse an Cedrics Mündel Rowena hat, verspricht ihm bei der Eroberung zu helfen. Cedric verflucht das Turnier bei Ashby, aus dem er gerade gekommen ist, weil sein verstoßener Sohn Ivanhoe der Sieger war. Rowena, die eine Liebesbeziehung mit Ivanhoe hat, tadelt ihn wegen seiner Härte. Cedric hasst die Idee einer Hochzeit von Ivanhoe und Rowena, aber der Narr Wamba drängt ihn im Lied „’S wird besser geh’n“, die Liebenden sich selbst zu überlassen. Oswald eilt herbei, um zu melden, dass Isaak, Rebekka und Ivanhoe gefangen genommen wurden, die Sachsen marschieren, um die Falsche zu rächen und singen ihr Kampflied „Wer Kraft und Mut in freier Brust, der zaget nicht vor Eisen noch vor Stahl“.
Innenraum der Hütte des Bruder Tuck im Wald
Tuck bietet einem geheimnisvollen Gast, dem Schwarzen Ritter, Wein an und singt das Trinklied „Der Barfüßler Mönch seine Zelle verließ, ora pro nobis!“ Eine Bande Geächteter, unter ihrem Anführer Locksly, erkennt den Schwarzen Ritter und fragen ihn, ob er bereit sei dabei zu helfen, einen unbekannten Engländer (Cedric) und seine Nichte (Rowena) zu retten. Dieser ist damit ohne weiteres einverstanden.
Saal in Bracys Schloss
Im Kerker betet Rebecca. Bois-Guilbert tritt auf und behauptet, sie sei sein Eigentum, weil er sie in der Schlacht gewonnen habe, aber als sächsische Soldaten die Burg angreifen vermag sie sich loszureißen. Bois-Guilbert stürzt davon, um sich dem Kampf anzuschließen und Rebecca flieht an das Bett des verwundeten Ivanhoe, der sie überredet, zu fliehen. Sie geht und verhilft dem Schwarzen Ritter zur Flucht.
Ein Innenhof in der Burg
Bei ihrer Suche nach einem Fluchtweg, läuft Rebecca Bois-Guilbert in die Arme. Als sie sich weigert, mit ihm zu fliehen, trägt er sie hinaus. Der Kampf erreicht die Bühne und die Sachsen gewinnen.

### Zweiter Akt
Eine Waldlichtung
Am Morgen nach der Schlacht preisen Tuck, der Schwarze Ritter und eine Bande von Geächteten in einem Jägerchor die freie Natur. Ivanhoe kommt gemeinsam mit dem Schwarzen Ritter herbei, der sich als sein König Richard Löwenherz zu erkennen gibt, der von den Kreuzzügen zurückgekehrt ist.
Die Halle der Gerechtigkeit bei Templestowe
Die Templer behaupten, unter dem Vorsitz von Beaumanoir, Bois-Guilbert, das Opfer der vermeintlichen Kräfte Rebeccas der Hexerei verfolgt. Befohlen, sich dem Gottesurteil zu stellen, muss Rebecca einen kühnen Streiter benennen, der gegen einen Vertreter der Templer antritt. Als Bois-Guilbert sich bereit erklärt, in ihrem Namen zu kämpfen, nehmen die Ritter ihn als ihren Vertreter. Er sinkt auf den Boden in der Verzweiflung.

### Dritter Akt
Große Vorhalle in Cedrics Schloss
Cedric und sein Sohn haben sich ausgesöhnt. Der König vernimmt Ivanhoes Loblied auf Richard, seine Romanze „Wer ist der Ritter hochgeehrt, der hin gen Osten zieht?“ rührt alle patriotischen Engländer. Wamba schließt sich dem Lob an und singt sein Lied „Es ist doch gar köstlich, ein König zu sein“.
Ein Verlies in Templestowe
In einem inbrünstigen Gebet („Preghiera“, „Herr, aus tiefen Jammersnöten“), fleht Rebecca um Erlösung aus ihrer aussichtslosen Lage. Bois-Guilbert pocht an die Tür und fordert sie nochmals auf, ihn zu lieben. Als sie sich jedoch weigert, führen die Wachen sie ab.
Turniergelände mit Scheiterhaufen
Die Templer kommen herbei, um der gefesselten Rebecca beizustehen. Bois-Guilbert fordert sie auf, mit ihm zu entfliehen, aber sie zieht den Tod vor. Nun erscheint Ivanhoe unerwartet als ihr Retter und das Duell beginnt. Zunächst scheint Bois-Guilbert zu gewinnen, aber als er versucht, Ivanhoe durch einen vernichtenden Schlag niederzustrecken, sinkt er sterbend nieder, dies wird als Gottesgericht gedeutet. Der König tritt auf und verweist die Tempelritter in ihre Schranken, diese tragen den toten Bois-Guilbert fort. Das Volk jubelt dem König zu.

## Instrumentation
Die Orchesterbesetzung der Oper enthält die folgenden Instrumente:
- Holzbläser: zwei Flöten (2. auch Piccolo), zwei Oboen, zwei Klarinetten, zwei Fagotte
- Blechbläser: vier Hörner, zwei Trompeten, drei Posaunen
- Pauken
- Harfe
- Streicher
- Bühnenmusik: Piccoloflöte, Flöte, Oboe, zwei Klarinetten, zwei Fagotte, sechs Hörner, zwei Trompeten, drei Posaunen, Basstuba, Tamburin

## Aufführungsgeschichte

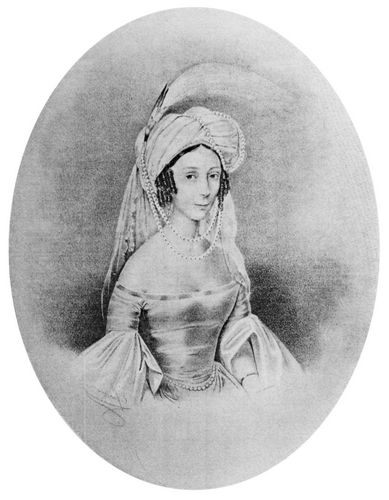
Maria Theresia Löw als Rebecca

Die Uraufführung fand am 22. Dezember 1829 am Stadttheater Leipzig unter der Leitung des Komponisten statt. Bei der Uraufführung sangen Wilhelm Pögner (Cedric von Rotherwood), Ubrich (Wilfried von Ivanhoe), Henriette Wüst (Rowena von Hargottstandstede), Heinrich Hammermeister (Brian de Bois-Guilbert), Eduard Schütz (Der schwarze Ritter), August Wiedemann (Wamba), Wilhelm Fischer (Bruder Tuck) und Fortunata Franchetti-Walzel (Rebecca). Die Oper zählt zu Marschners erfolgreichsten Arbeiten und wurde in Deutschland in den nächsten 70 Jahren mehr als 200 Mal inszeniert.
Eine überarbeitete Fassung mit Rezitativen statt gesprochener Dialoge wurde am 3. August 1831 in Berlin mit Eduard Devrient als Bois-Guilbert gespielt. Diese Version wurde auch in London am Prince’s Theatre am 17. Juni 1840 sowie in New York am 29. Januar 1872 aufgeführt.
Viele Kritiker bemängelten die unnötig komplizierte Handlung der Oper und die sehr aufwendige Ausstattung. Daher wurden vereinfachte Versionen erstellt durch Felix Mottl, Richard Kleinmichel und schließlich Hans Pfitzner (1912). Pfitzners Version wurde kurz vor dem Ersten Weltkrieg u. a. in Lübeck, Straßburg und Köln aufgeführt.
Durch den ORF (1951), das Theater Bielefeld (konzertant 1981), das Wexford Festival (szenisch 1989) und das Stadttheater Gießen (szenisch 2000) wurde die Oper wieder ausgegraben.
Bis heute steht die Produktion einer Studioaufnahme des Werkes in einer authentischen Fassung sowie eine wissenschaftliche Aufarbeitung des überlieferten Quellenbestandes aus.